# Parsonsia induplicata
Parsonsia induplicata är en oleanderväxtart som först beskrevs av Ferdinand von Mueller, och fick sitt nu gällande namn av Markgraf. Parsonsia induplicata ingår i släktet Parsonsia och familjen oleanderväxter. Inga underarter finns listade i Catalogue of Life.